# I Don't Feel at Home in This World Anymore
I Don't Feel at Home in This World Anymore is een Amerikaanse film uit 2017, geschreven en geregisseerd door Macon Blair. De film ging op 19 januari in première op het Sundance Film Festival waar hij bekroond werd met de U.S. Grand Jury Prize: Dramatic.

## Verhaal
Wanneer bij de depressieve Ruth thuis wordt ingebroken, heeft ze het helemaal gehad. Ze besluit samen met haar gestoorde buurman Tony, een martial artsspecialist, om de inbrekers te gaan opsporen. Maar het duo bevindt zich al snel in gevaar wanneer ze in contact komen met een stel ontaarde misdadigers.

## Rolverdeling
| Acteur          | Personage  |
| --------------- | ---------- |
| Melanie Lynskey | Ruth Kimke |
| Elijah Wood     | Tony       |
| David Yow       | Marshall   |
| Jane Levy       | Dez        |
| Devon Graye     | Christian  |
| Christine Woods | Meredith   |
| Derek Mears     | Donkey     |

## Prijzen en nominaties
De belangrijkste:
| Jaar | Prijs                  | Categorie                       | Genomineerde(n) | Uitslag  |
| ---- | ---------------------- | ------------------------------- | --------------- | -------- |
| 2017 | Sundance Film Festival | U.S. Grand Jury Prize: Dramatic | Macon Blair     | Gewonnen |